# Фанёф, Дион
Дион Фанёф (фр. Dion Phaneuf; 10 апреля 1985, Эдмонтон, Альберта, Канада) — канадский хоккеист, защитник. Юниорскую карьеру провёл в команде Западной хоккейной лиги «Ред Дир Ребелс», дважды получив «Билл Хантер Мемориал Трофи» — приз лучшему защитнику. Был выбран в первом раунде драфта 2003 года под общим 9-м номером. С 2005 по 2010 годы выступал в составе «Калгари Флэймз», а с 2010 по 2016 за «Торонто Мейпл Лифс», где являлся капитаном. Фанёфу принадлежит рекорд «Калгари» по количеству забитых шайб для защитников, проводящих первый сезон в лиге. В сезоне 2005/06 Дион был номинирован на «Колдер Трофи», но уступил Александру Овечкину. Двумя годами позже — на «Джеймс Норрис Трофи», но вновь не получил награды. Трижды, (в 2007, 2008 и 2012 годах) Фанёф участвовал в Матче всех звёзд. Дион известен силовой манерой игры, нередко его обвиняют в том, что он пытается преднамеренно нанести травму соперникам. Официальный сайт НХЛ поставил Фанёфа на 2 место в списке самых жёстких игроков всех времён.
В составе сборной Канады Фанёф дважды принимал участие в молодёжных чемпионатах мира (2004, 2005) и трёх взрослых чемпионатах мира: в 2007, 2011 и 2012 годах.
Фанёф также известен, как муж канадской актрисы Элиши Катберт. Их отношения стали предметом крупного скандала с участием Шона Эйвери.

## Юность
Дион Фанёф родился 10 апреля 1985 года, в Эдмонтоне. Отец будущего хоккеиста, Пол, строитель, мать, Амбер — медсестра, оба уроженцы Острова Принца Эдуарда, переехали в Эдмонтон 28 лет назад. Младший брат Диона, Дейн, тоже хоккеист, имеет контракт с клубом AJHL «Шервуд Парк Крузейдерс».
Дион увлёкся хоккеем уже в раннем возрасте, он любил как играть, так и смотреть матчи по телевизору и в детстве был фанатом «Эдмонтон Ойлерз». Кумиром будущего хоккеиста был Уэйн Гретцки, позже его любимым игроком стал защитник Скотт Стивенс, стиль игры которого нравился Диону. Семья у Фанёфов была дружная, и увлечение сына хоккеем родители поддержали. Каждую зиму отец будущего хоккеиста заливал каток во дворе дома и помогал сыну тренироваться, с юного возраста приучая сына играть в агрессивной, силовой манере: «Дион всегда пытался столкнуть меня в сугробы. И если в 13-14 лет я ещё с ним справлялся, то в 15-16 мне уже приходилось падать в снег». Фанёф-старший также обращал внимание на удар — бросок Диона был настолько мощным, что иногда он пробивал шайбой сетку ворот. Катанию на коньках будущий хоккеист учился у матери, которая раньше занималась фигурным катанием и добилась некоторых успехов — представляла Остров Принца Эдуарда на Канадских играх 1975 года.

## Юниорская карьера
«Ред Дир Ребелс» выбрали Фанёфа в 3-м раунде драфта WHL 2000 года. В следующем году, в сезоне 2001/02 он дебютировал в составе клуба и за первый сезон набрал 17 очков в 67-и матчах. «Ребелс» вышли в плей-офф, где Дион сыграл 21 матч и отдал 2 голевых передачи, а его команда вышла в финал, где уступила «Кутенай Айс». В следующем сезоне Дион значительно улучшил показатели — 30 очков (16 заброшенных шайб и 14 голевых передач). «Ред Дир» второй год подряд вышла в финал, но вновь проиграла, на этот раз «Келовна Рокетс». Молодого хоккеиста сравнивали с известным защитником Скоттом Стивенсом, а скауты отмечали его физические качества и способность играть как в защите, так и в нападении. Игра Фанёфа произвела впечатление на генерального менеджера «Калгари Флэймз» Дэррила Саттера, который выбрал его в первом раунде драфта 2003 года.
После драфта Дион закрепил за собой звание одного из лучших игроков WHL. В сезоне 2003/04 он набрал 43 очка в 62-х играх и получил «Билл Хантер Мемориал Трофи» — приз лучшему защитнику WHL. Хоккеист также был включен в Сборную всех звёзд западной конференции WHL и Сборную всех звёзд CHL. Уже в 2004 году Фанёф мог присоединиться к «Калгари», но дебют в НХЛ на год отложил локаут. В последнем сезоне в «Ред Дир» он набрал 56 очков в 55-и матчах, вновь получил «Билл Хантер Трофи» и попал в Сборные всех звёзд WHL и CHL. Всего за юниорскую карьеру Дион набрал 146 очков в 255-и матчах. Журнал «Prospects Hockey» признал его лучшим игроком CHL в 2004 и 2005 годах, поставив выше Сидни Кросби, а также назвал одним из самых перспективных защитников десятилетия.

## Карьера в НХЛ

### «Калгари Флэймз»

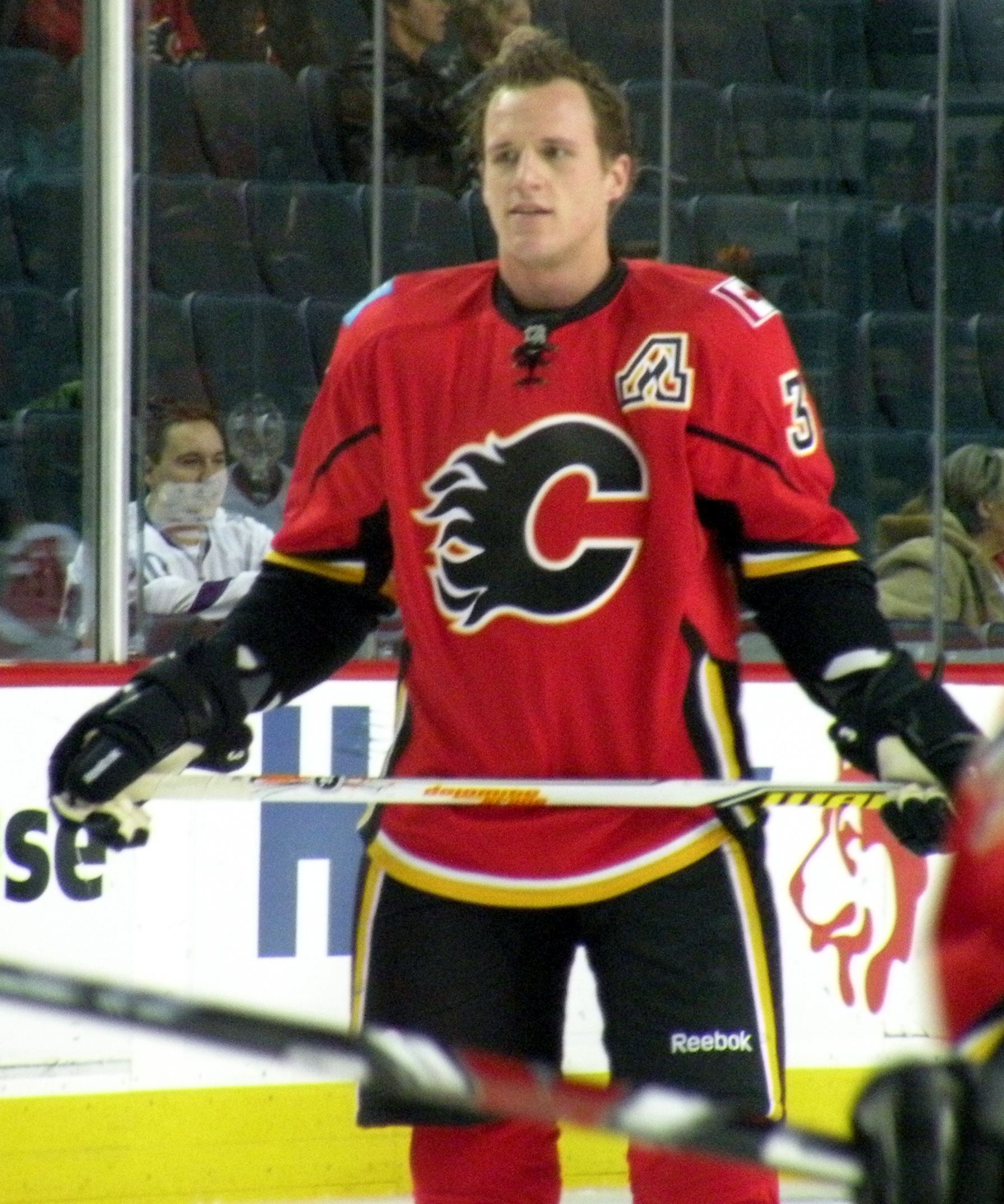
Фанёф в составе «Калгари Флэймз» (2008 год)

Фанёф присоединился к «Флэймз» в сезоне 2005/06, подписав первый профессиональный контракт в сентябре 2005 года. 5 октября он дебютировал в лиге, сыграв против «Миннесоты». Пять недель спустя, в матче с «Колорадо Эвеланш», он забил первую шайбу и отдал первую голевую передачу. По итогам ноября Фанёф был признан «новичком месяца», являясь лидером по результативности среди защитников, проводящих в НХЛ первый сезон. В январе, вместе с Александром Овечкиным и Сидни Кросби, Дион был назван претендентом на «Колдер Трофи» — приз лучшему новичку лиги. Сезон Фанёф закончил с 49-ю очками. Он стал третьим в истории НХЛ защитником-новичком, забившим 20 шайб (после Брайана Лича и Барри Бека). Выиграть «Колдер Трофи» Фанёфу не удалось — награда досталась Овечкину.
В следующем сезоне Фанёф набрал 50 очков (17 шайб и 33 голевые передачи) и впервые был приглашён на Матч всех звёзд. Перед матчем он принял участие в соревновании «Суперскиллз» на самый сильный бросок, но проиграл Здено Харе. Сам матч прошёл для канадца удачно, он забросил шайбу и отдал результативную передачу, а его сборная Западной конференции выиграла со счётом 12:9. В середине сезона 2007/08 Фанёф подписал с «Калгари» 6-летний контракт на сумму $ 39 млн. Сезон выдался для хоккеиста успешным — он установил личный рекорд по количеству набранных очков (60), был выбран в первую пятерку Матча всех звёзд, вошёл в Сборную всех звёзд по итогам сезона и был номинирован на «Джеймс Норрис Мемориал Трофи», но проиграл шведу Никласу Лидстрёму.
Сезон 2008/09 у Фанёфа не стал успешным. Показатели заброшенных шайб (11) и набранных очков (47) были худшими за всё время его игры в НХЛ. Показатель полезности плюс/минус также был очень низок, −11, однако, несмотря на это, он проводил на льду много времени — в среднем 26 минут 31 секунду за игру (4-й показатель в лиге). Из-за плохой игры хоккеиста ходили слухи о том, что он может покинуть «Калгари». Руководство клуба, тем не менее, игрока защищало, заявив, что Фанёф показывал плохие результаты из-за постоянных травм — на протяжении сезона у него было повреждение бедра, а в конце Дион получил перелом ребра.

### «Торонто Мейпл Лифс» и «Оттава Сенаторз»

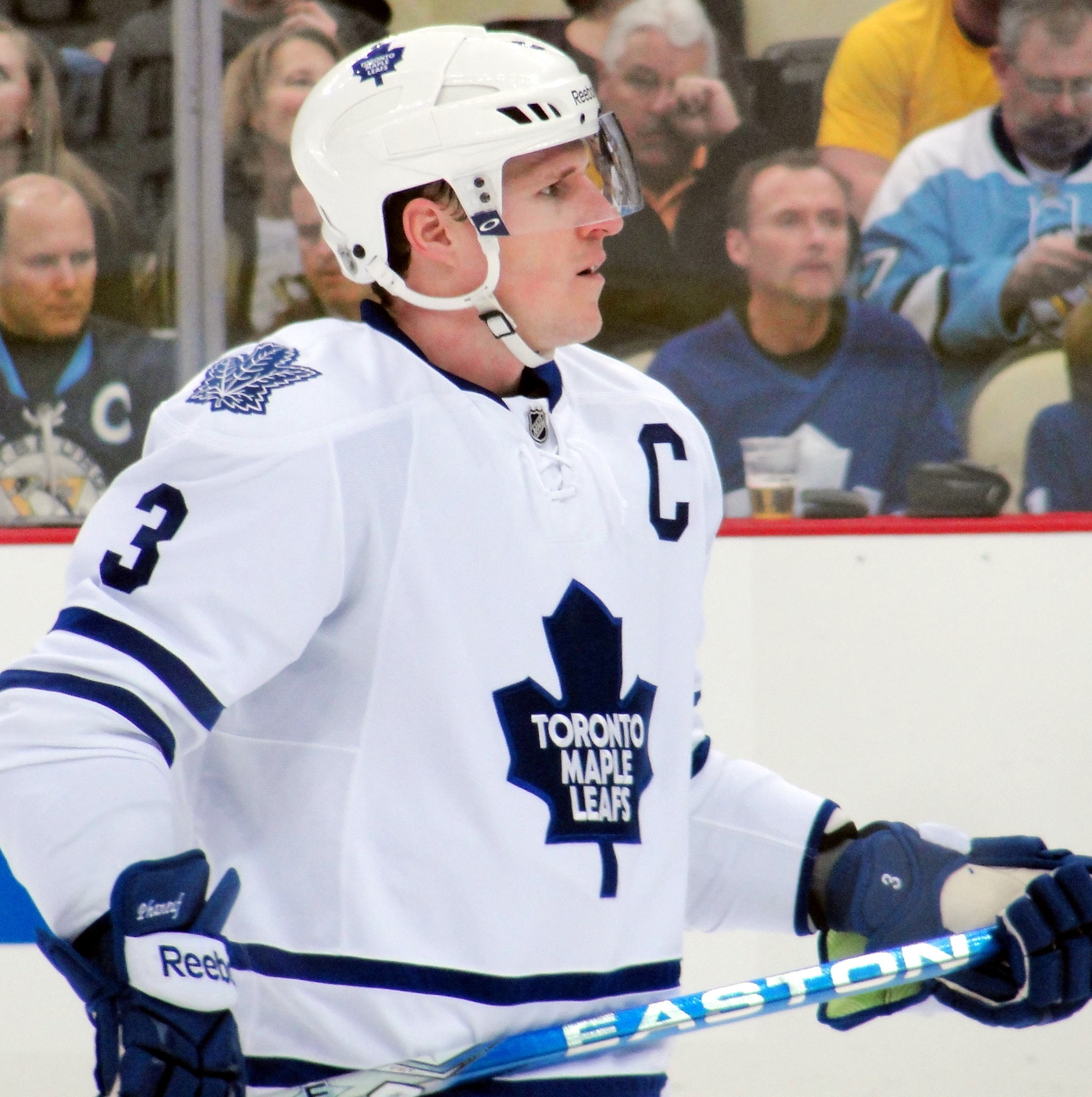
Фанёф в форме «Мейпл Лифс» в 2012 году

В середине сезона 2009/10 Фанёф всё же покинул «Калгари». 31 января 2010 года он вместе с Фредриком Шестрёмом и Китом Оли был обменян в «Торонто Мейпл Лифс». В расположение «Флэймз» отправились Мэтт Стэйджан, Иан Уайт, Никлас Хагман и Джамал Майерс. По словам игрока, он был шокирован, но не разочарован обменом. 2 февраля Дион дебютировал за новый клуб в матче с «Нью-Джерси Девилз». Вскоре после обмена Фанёф был назначен альтернативным капитаном «Торонто», заменив на этом посту Майкла Комисарека, выбывшего до конца сезона из-за травмы.
Остаток сезона Фанёф, как и его клуб, выглядел слабо — защитнику потребовалось 25 матчей, чтобы забросить свою первую шайбу, а хоккеисты НХЛ в опросе признали его самым переоценённым игроком лиги. Тренер «Торонто» Рон Уилсон, однако, отмечал и положительные стороны прихода Диона, в частности он стал лидером команды в моральном плане и улучшил настрой игроков. 14 июня 2010 года Фанёф был назван новым капитаном «Торонто» после Матса Сундина.
Сезон 2010/11 начался для хоккеиста неудачно. 2 ноября он получил травму (рваная рана ноги, нанесённая коньком Питера Регина), перенёс операцию и пропустил месяц. Всего за регулярный сезон Фанёф провёл 66 матчей, заработав в них 30 очков при показателе полезности -2. «Торонто» вновь не сумел выйти в плей-офф, что позволило Диону и его одноклубникам, Филу Кесселу и Люку Шенну, получить вызов в сборную Канады на чемпионат мира.
Фанёф сыграл во всех 82-х матчах регулярного сезона 2011/12, набрав в них 44 очка. С 92 минутами штрафа он стал наиболее часто удаляемым игроком в команде, а в рейтинге самых жёстких игроков в истории НХЛ, опубликованном в августе 2011 года официальным сайтом лиги, Дион занял второе место.  Несмотря на очередной неудачный сезон «Мэйпл Лифс» (команда 7-й сезон подряд осталась без плей-офф), Фанёфу впервые с 2008 года удалось получить приглашение на матч всех звёзд, опередив в зрительском голосовании Сергея Гончара из «Оттавы Сенаторз». На самом матче защитник остался без результативных действий.
Сезон 2012/13, сокращённый из-за локаута, начинался для хоккеиста неудачно — он набрал лишь 1 очко в первых 11 матчах. Появились слухи о скором обмене Диона, сообщалось об интересе к нему «Эдмонтона», но защитник успешно провёл остаток сезона и помог «Торонто» наконец выйти в плей-офф, где «кленовые листья» уступили в упорной борьбе (4–3) «Бостону».
Следующий сезон, складывавшийся для команды успешно, завершился провалом из-за серии в конце регулярного чемпионата: из 16 последних матчей «Торонто» проиграл 14 и не сумел попасть в плей-офф. Фанёф показал близкие к прошлогодним показатели результативности (31 очко в сезоне 2013/14, 28 в сезоне 2012/13), сыграв при этом на 32 матча больше, а количество штрафных минут, полученных защитником, было наибольшим с сезона 2007/08. 10 декабря Фанёф даже получил двухматчевую дисквалификацию и денежный штраф за грубую игру против Кевана Миллера.  Хоккейный эксперт CBC Гленн Хили раскритиковал игру Фанёфа и Кессела, сказав, что ему «не нравятся Фанёф как капитан „Торонто“ и Кессел как главный лидер». Несмотря на подписание по ходу сезона нового 7-летного контракта с клубом на сумму 49 миллионов долларов, вновь появились сообщения о готовности «Торонто» обменять Диона.
В межсезонье и по ходу регулярного чемпионата 2014/15 объём критики в адрес Фанёфа и Кессела продолжал нарастать. Команда играла даже хуже, чем в прошлом сезоне. Защитника называли «главной проблемой „Торонто“», и по ходу сезона в прессе постоянно появлялась информация о его скором обмене. В марте Фанёф предоставил руководству список из 12 команд, в которые он готов перейти. Наиболее далеко продвинулись переговоры с «Детройтом», но сделка сорвалась из-за завышенных требований «Торонто», что вызвало сильное неудовольствие защитника. Разговоры об обмене почти прекратились с приходом в «Мейпл Лифс» тренера Майка Бэбкока, который, по мнению специалистов, может «перезагрузить» карьеру Фанёфа.
Однако 9 февраля 2016 года, в результате обмена с участием девяти хоккеистов, руководство «Торонто» обменяло Фанёфа в «Оттаву Сенаторз».
За «Оттаву» провёл три неполных сезона и в 2017 году дошёл до финала Восточной конференции, в котором «Сенс» в семи матчах уступили «Питтсбург Пингвинз». 13 февраля 2018 года был обменян в «Лос-Анджелес Кингз» на Мариана Габорика и Ника Шора.

### «Лос-Анджелес Кингз»
Перейдя в «Лос-Анджелес» в первых четырех матчах забросил 3 шайбы, повторив результат за 53 матча сезона в «Оттаве». При этом «Короли» выиграли 3 из 4 выездных матчей, уступив лишь в Питтсбурге в первой игре Фанефа за «Кингз».
17 ноября 2018 года провел свой 1000-й матч в НХЛ в Нашвилле против местной команды.
После сезона 2018/19 «короли» выкупили оставшиеся 2 сезона контракта защитника.

## Международная карьера

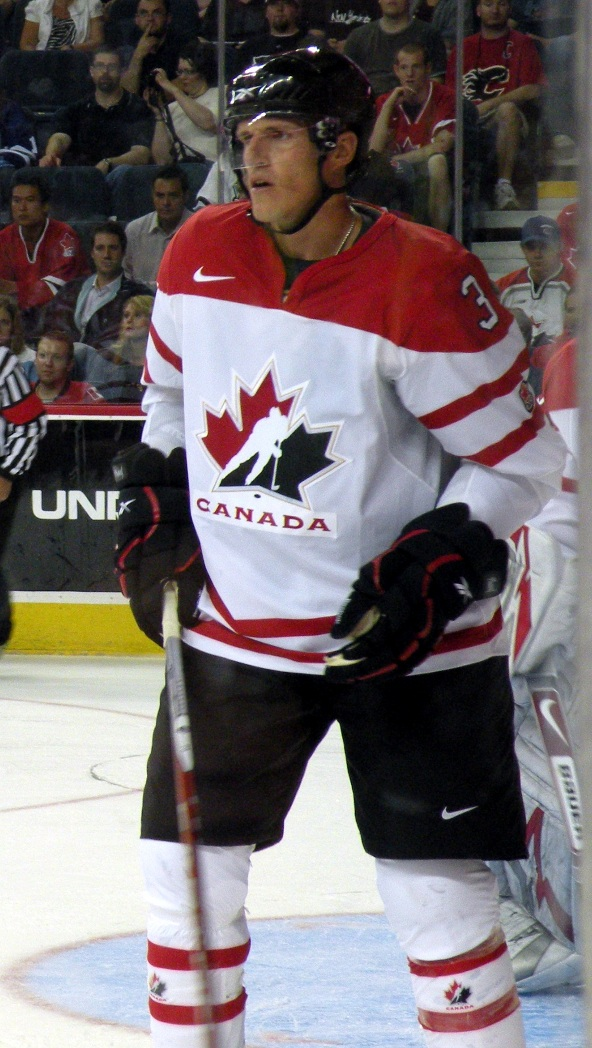
Фанёф в предолимпийском лагере сборной Канады (2009 год)

Первым международным турниром Фанёфа был Молодёжный чемпионат мира 2004 года, прошедший в Финляндии. Тренер сборной Марио Дурочер отвёл молодому защитнику роль лидера команды. В полуфинальном матче против команды Чехии он получил удаление до конца матча за грубый силовой приём против Ростислава Олеша и мог пропустить финал, но дисквалификации избежал. Его команда, однако, проиграла золотые медали американцам (3:4). По итогам турнира Дион был включен в Сборную всех звёзд.
Следующий чемпионат принёс канадцам первое за 8 лет золото молодёжного первенства. Уверенно пройдя по турнирной сетке (соотношение забитых и пропущенных шайб 35-6), сборная Канады разгромила в финале команду России со счётом 6:1. Одну из шести шайб забросил и Дион, вошедший, как и год назад, в символическую сборную турнира. Команда Канады, выигравшая первенство, экспертами называлась сильнейшей в истории.
После поражения «Калгари» в плей-офф сезона 2006/07 Фанёф получил возможность дебютировать во взрослой команде Канады на чемпионате мира в Москве. Дион отдал восемь голевых передач, а его сборная выиграла золотые медали, обыграв в финале финнов. Мог защитник сыграть и на следующем чемпионате, но отклонил предложение тренера, мотивируя это тем, что нуждается в отдыхе.
Фанёф был одним из кандидатов в олимпийскую сборную Канады на игры в Ванкувере, но неудачно проведённый сезон 2008/09 уменьшил его шансы на попадание в команду. Несмотря на то, что генеральный менеджер канадцев Стив Айзерман вызвал игрока на предолимпийские сборы в Калгари, в итоговый состав Дион не попал.
Фанёф не смог попасть в сборную на 3 следующих мировых первенства и вернулся в команду только к чемпионату 2011 года, причём защитник стал одним из альтернативных капитанов. Дион набрал 3 очка за результативность (все — за голевые передачи), а чемпионат закончился для канадцев неудачно — они проиграли уже в четвертьфинале. Аналогично завершился и следующее мировое первенство — поражение в четвертьфинале от сборной Словакии, на счету Фанёфа — 2 забитые шайбы.

## Стиль игры
На площадке Фанёф выделяется, в первую очередь, силовой манерой игры. В голосовании, проведённым ESPN в 2008 году, 43 % опрошенных признали его лучшим силовым игроком мира в возрасте 22 лет. Во время игры в ЗХЛ Фанёф выделялся не только физическими качествами, но и самообладанием и умением играть в атаке. Его тренер Брент Саттер сравнивал хоккеиста с известным защитником Скоттом Стивенсом, а скауты отмечали уравновешенность Фанёфа и способность играть как в защите, так и в нападении. Обладает хоккеист и лидерскими качествами — в 2004 году он был капитаном сборной ЗХЛ в Subway Super Series и лидером молодёжной сборной Канады на Молодёжном чемпионате мира 2004 года. В сезоне 2008/09 и начале сезона 2009/0 Фанёф был альтернативным капитаном «Калгари», а с июня 2010 года — капитаном «Торонто».
В 2008 году игру Фанёфа в защите оценили номинацией на «Джеймс Норрис Трофи», однако уже в следующем сезоне канадец стал играть в обороне значительно хуже, его часто критиковали. Одноклубники Диона объясняли ухудшение его игры тем, что он проводил на льду большое количество времени, в среднем 26 минут 31 секунду за игру. Фанёфа также критиковали за жёсткую силовую манеру игры. В 2009 году в выставочном матче с «Нью-Йорк Айлендерс» столкновение Диона с Кайлом Окпосо закончилось для последнего сотрясением мозга. Нередко игрока обвиняют в том, что он уклоняется от драк. Сам Фанёф не считает, что должен драться после каждого столкновения, но готов сделать это в случае необходимости. Такую позицию поддерживают тренеры Диона.

## Вне хоккея
Дион женат на известной канадской актрисе Элише Катберт. Пара сыграла свадьбу 6 июля 2013 года на Острове Принца Эдуарда.  Их отношения широко освещаются в прессе и в конце 2008 года стали объектом крупного скандала. Нападающий «Далласа» Шон Эйвери, ранее также встречавшийся с Катберт, перед матчем его клуба с «Калгари» заявил:

Я очень рад вернуться в Калгари, я люблю Канаду. А ещё я хочу заметить, в НХЛ стало обычным делом, что хоккеисты влюбляются в девушек, которых я уже имел.
Оригинальный текст (англ.)I am really happy to be back in Calgary, I love Canada. I just want to comment on how it's become like a common thing in the NHL for guys to fall in love with my sloppy seconds.

Комиссар лиги Гэри Бэттман дисквалифицировал Эйвери на 6 матчей «в связи с неприемлемыми публичными комментариями, не связанными с хоккеем».
Фанёф является официальным представителем детской больницы Альберты в Калгари и передаёт семьям больных билеты на домашние матчи «Флэймз». Часто он вместе с Катберт появляется на благотворительных вечерах. В 2008 году руководство «Калгари Флэймз» присудило хоккеисту «Ральф Т. Скурфилд Авард» — приз игроку клуба, «лучше всех сочетающего в себе игровые качества и общественную деятельность».
Хоккеист любит смотреть кино и слушать музыку. Его любимая группа — The Tragically Hip.
Фанёф был официальным лицом видеоигры NHL 09 от EA Sports, снимался в нескольких роликах НХЛ и принимал участие в рекламных акциях лиги.

## Достижения

### Командные
Международные
| Год  | Команда       | Достижение                                    |
| ---- | ------------- | --------------------------------------------- |
| 2004 | Канада (мол.) | Серебряный призёр Молодёжного чемпионата мира |
| 2005 | Канада (мол.) | Победитель Молодёжного чемпионата мира        |
| 2007 | Канада        | Чемпион мира                                  |

### Личные
Юниорская карьера
| Год        | Команда        | Достижение                                              |
| ---------- | -------------- | ------------------------------------------------------- |
| 2004, 2005 | Ред Дир Ребелс | Попадание в Сборную всех звёзд западной конференции ЗХЛ |
| 2004       | Ред Дир Ребелс | Попадание в Сборную всех звёзд КХЛ                      |
| 2004, 2005 | Ред Дир Ребелс | Обладатель «Билл Хантер Мемориал Трофи»                 |

НХЛ
| Год  | Команда        | Достижение                         |
| ---- | -------------- | ---------------------------------- |
| 2004 | Калгари Флэймз | Попадание в Сборную всех звёзд НХЛ |

Международные
| Год        | Команда       | Достижение                                                 |
| ---------- | ------------- | ---------------------------------------------------------- |
| 2004, 2005 | Канада (мол.) | Попадание в Сборную всех звёзд Молодёжного чемпионата мира |